# Parcoblatta uhleriana
Parcoblatta uhleriana es una especie de cucaracha del género Parcoblatta, familia Ectobiidae, orden Blattodea.

## Distribución
Se distribuye por América del Norte: Estados Unidos.

## Taxonomía
Fue descrita por Saussure en 1862 y publicada en Saussure. 1862. Rev. Mag. Zool. 2(14).